# Старый боец

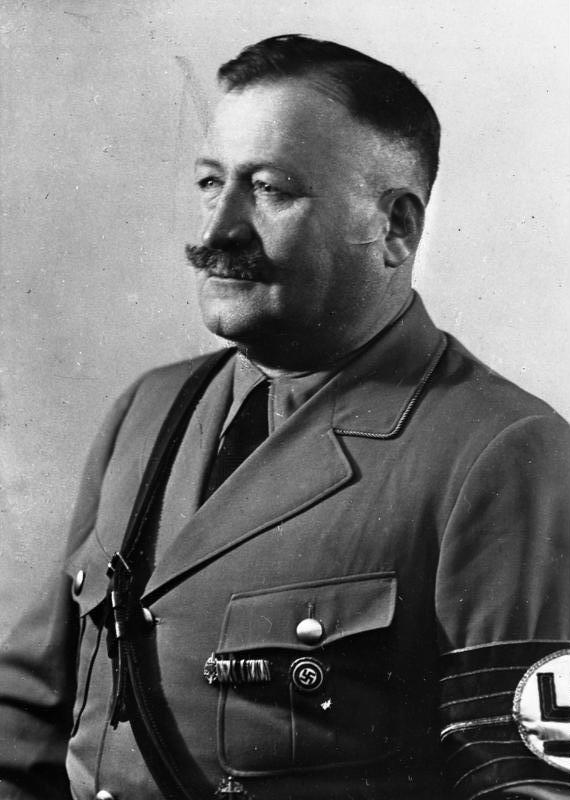
Кристиан Вебер, являвшийся одним из «старых бойцов»

«Старый боец» (нем. Alter Kämpfer) — звание старейших членов НСДАП, вступивших в партию до выборов в рейхстаг в сентябре 1930 года. Вступившие в партию после сентября 1930 года получили прозвище «сентябрят» (нем. Septemberlinge), а вступившие после прихода партии к власти в январе 1933 года иронически именовались «мартовскими павшими» (нем. Märzgefallene, павшие на баррикадах Мартовской революции). В феврале-апреле 1933 года начался активный приток новых членов, в связи с чем уже в мае 1933 года приём в партию был приостановлен.
Для выделения «старой гвардии», доказавшей верность движению в «период борьбы» (нем. Kampfzeit) (1919—1933), среди множества пришедших в партию позднее, в том числе по оппортунистическим мотивам, был введён ряд знаков отличия:
- вступившие в партию или родственные организации до 30 января 1933 года получили шеврон старого бойца;
- 100 000 первых членов партии получили золотой партийный знак НСДАП;
- для старейших членов, участвовавших в неудавшемся Пивном путче 1923 года, была учреждена медаль «Орден крови».

После прихода нацистов к власти «старые бойцы» получили преимущества в трудоустройстве и продвижении по службе.